# Xanthorhoe arcticaria
Xanthorhoe arcticaria là một loài bướm đêm trong họ Geometridae.